# Cesira Bacchiani
Cesira Bacchiani (Pesaro, 1852 – Firenze, 1897) è stata una cantante lirica italiana.

## Biografia
Nata a Pesaro nel 1852, ha debuttato con Marin Faliero a Prato al Teatro Metastasio nel 1871. Ha iniziato la carriera come soprano, ma si è affermata con ruoli da mezzosoprano, esibendosi in un primo tempo nei teatri toscani di Arezzo, Prato, Livorno e Lucca, per poi raggiungere maggiore notorietà in Italia (Firenze, Napoli, Venezia, Trieste) e all'estero. A Nizza nel 1887 si distinse con Rigoletto, Ruy Blas, Faust e La Gioconda di Ponchielli con la direzione di Cleofonte Campanini; nel cast era presente Luisa Tetrazzini. A Barcellona nel 1889 ottenne grande successo per l'interpretazioni di Orfeo in Orfeo ed Euridice  di Gluck, che così veniva descritta sulla stampa coeva: "la distinta artista Cesira Bacchiani disimpegnò la parte di Orfeo con somma eleganza e distinzione, dimostrando la piena conoscenza ch'essa ha della scena e del personaggio e a queste doti unendo quella di possedere una voce dolcissima".
Ha cantato con Emilio Barbieri, Luisa Tetrazzini, Nadina Bulicioff; sotto la direzione di Cleofonte Campanini. Nel suo repertorio le opere verdiane Rigoletto, Luisa Miller, Ernani, Un ballo in maschera, Aida, La forza del destino, Il trovatore, Nabucco di Verdi; La Gioconda di Ponchielli, Maria di Rohan e La Favorita, Lucrezia Borgia di Donizetti, Ruy Blas di Filippo Marchetti, Il Profeta di Meyerbeer, Saffo di Pacini, Norma di Bellini, La Vestrale di  Mercadante e Faust di Gounod.
Morì a Firenze nel 1897.

## Ruoli interpretati
Tra i ruoli interpretati ci sono:
- Marin Faliero (Prato, Teatro Metastasio, 1871) ruolo di Elena
- Luisa Miller (Prato, Teatro Metastasio, 1872) ruolo di Luisa
- Rigoletto (Colle Val'd'Elsa, 1872) ruolo di Gilda
- Ebreo di G. Apolloni (Arezzo, Teatro Petrarca, 1872) ruolo di Lelia
- Ernani (Livorno, Teatro Goldoni, 1874) ruolo di Elvira[5]
- Trovatore (Livorno, Teatro Goldoni, 1874) ruolo di Leonora
- La Vestale di S. Mercadante (Lucca, Teatro Pantera, 1874) ruolo di Emilia
- Saffo di Giovanni Pacini (Lucca, Teatro Pantera, 1875) ruolo di Saffo
- Otello di Gioachino Rossini (Livorno, Teatro Goldoni, 1875) ruolo di Desdemona
- La favorita (Napoli, Teatro Mercadante, 1875) ruolo di Leonora
- Ernani (Prato, Teatro Metastasio, 1876) ruolo di Elvira
- Un ballo in maschera (Todi, Teatro Comunale, 1876) ruolo di Amelia
- Adelinda di Agostino Mercuri (Venezia, Teatro Goldoni, 1877) ruolo di Manilla
- Nabucco (Venezia, Teatro Goldoni, 1877) ruolo di Fenena
- Stabat mater di G. Rossini (Venezia, Teatro Rossini, 1877)
- Nabucco (Treviso, Politeama Garibaldi, 1877) ruolo di Fenena
- Roberto Devereux (Treviso, Politeama Garibaldi, 1877) ruolo di Sara
- Nabucco (Udine, Teatro Minerva, 1877) ruolo di Fenena
- Roberto Devereux (Udine, Teatro Minerva, 1877) ruolo di Sara
- Ebreo di G. Apolloni (Venezia, Teatro Malibran, 1880) ruolo di Lelia
- Nabucco (Venezia, Teatro Malibran, 1880) ruolo di Fenena
- La Favorita (Milano, Teatro Carcano, 1881) ruolo di Leonora
- La Favorita (Rieti, Teatro Vespasiano, 1881) ruolo di Leonora
- Il trovatore (Rieti, Teatro Vespasiano, 1881) ruolo di Leonora
- Giorgione da Castelfranco di Giovanni Magnanini (Reggio Emilia, Teatro Municipale, 1881) ruolo di Caterina Cornaro
- Norma (Torino, Teatro Alfieri, 1881) ruolo di Adalgisa
- Ruy Blas (Torino, Teatro Vittorio Emanuele, 1881) ruolo di Casilda
- Faust (Sanremo, Teatro Principe Amedeo, 1881) ruolo di Siebel
- Lucrezia Borgia (Rovigo, Teatro Lavezzo, 1882) ruolo di Orsini
- Lucrezia Borgia (Adria, Politeama, 1882) ruolo di Orsini
- Nabucco (Trieste, Politeama Rossetti, 1882) ruolo di Fenena
- Rigoletto (Trieste, Politeama Rossetti, 1882) ruolo di Maddalena
- Jone di Errico Petrella (Trieste, Politeama Rossetti, 1882) ruolo di Nidia
- Il trovatore (Como, Teatro Cressoni, 1883) ruolo di Azucena
- Il trovatore (Atene, Teatro Olimpico, 1883) ruolo di Azucena
- Faust (Atene, Teatro Olimpico, 1883) ruolo di Siebel
- La favorita (Atene, Teatro Olimpico, 1883) ruolo di Leonora
- Ruy Blas (Atene, Teatro Olimpico, 1883) ruolo di Casilda
- Aida (Atene, Teatro Olimpico, 1883) ruolo di Amneris
- La forza del destino (Atene, Teatro Olimpico, 1883) ruolo di Preziosilla
- Lucrezia Borgia (Atene, Teatro Olimpico, 1883) ruolo di Orsini
- Un ballo in maschera (Atene, Teatro Olimpico, 1883) ruolo di Ulrica
- Jone di E. Petrella (Atene, Teatro Olimpico, 1883) ruolo di Nidia
- Linda di Chamonix (Atene, Teatro Olimpico, 1883) ruolo di Pierotto
- Lucrezia Borgia (Salonicco, Teatro Italiano, 1883) ruolo di Orsini
- La favorita (Salonicco, Teatro Italiano, 1883) ruolo di Leonora
- Un ballo in maschera (Salonicco, Teatro Italiano, 1883) ruolo di Ulrica
- Aida (Smirne, Teatro Alhambra, 1884) ruolo di Amneris
- Faust (Smirne, Teatro Alhambra, 1884) ruolo di Siebel
- Lucrezia Borgia (Smirne, Teatro Alhambra, 1884) ruolo di Orsini
- Saffo di Pacini (Smirne, Teatro Alhambra, 1884) ruolo di Climene
- Il trovatore (Smirne, Teatro Alhambra, 1884) ruolo di Azucena
- Un ballo in maschera (Smirne, Teatro Alhambra, 1884) ruolo di Ulrica
- La forza del destino (Smirne, Teatro Alhambra, 1884) ruolo di Preziosilla
- La Gioconda (Smirne, Teatro Alhambra, 1884) ruolo di Laura
- Linda di Chamonix (Smirne, Teatro Alhambra, 1884) ruolo di Pierotto
- Maria di Rohan (Smirne, Teatro Alhambra, 1884) ruolo di Gondi
- Rigoletto (Smirne, Teatro Alhambra, 1884) ruolo di Maddalena
- Aida (Costantinopoli, Teatro Italiano, 1884) ruolo di Amneris
- Un ballo in maschera (Costantinopoli, Teatro Italiano, 1884) ruolo di Ulrica
- Linda di Chamonix (Costantinopoli, Teatro Italiano, 1884) ruolo di Pierotto
- Lucrezia Borgia (Costantinopoli, Teatro Italiano, 1884) ruolo di Orsini
- Saffo di Pacini (Costantinopoli, Teatro Italiano, 1884) ruolo di Climene
- Faust (Costantinopoli, Teatro Italiano, 1884) ruolo di Siebel
- Rigoletto (Costantinopoli, Teatro Italiano, 1884) ruolo di Maddalena
- Il trovatore (Costantinopoli, Teatro Italiano, 1884) ruolo di Azucena
- Maria di Rohan (Firenze, Teatro Nuovo, 1885) ruolo di Gondi
- La Gioconda (Piacenza, Teatro Municipale, 1885) ruolo della Cieca
- Aida (Piacenza, Teatro Municipale, 1886) ruolo di Amneris
- Rigoletto (Nizza, Teatro Municipal, 1886) ruolo di Maddalena
- La Gioconda (Nizza, Teatro Municipal, 1886) ruolo della Cieca
- Ruy Blas (Nizza, Teatro Municipal, 1886) ruolo di Casilda
- Rigoletto (Nizza, Teatro Municipal, 1887) ruolo di Maddalena
- Gli Ugonotti (Pisa, Teatro Verdi, 1888) ruolo di Urbano
- La Gioconda (Firenze, Teatro Pagliano, 1888) ruolo di Laura
- Aida (Roma, Teatro Argentina, 1889) ruolo di Amneris
- Orfeo ed Euridice (Barcellona, Teatro Lirico, 1889) ruolo di Orfeo
- La Gioconda (Palermo, Politeama Garibaldi, 1890) ruolo di Laura
- Otello (Palermo, Politeama Garibaldi, 1890) ruolo di Emilia